# Fejervarya sahyadris
Fejervarya sahyadris är en groddjursart som först beskrevs av Dubois, Ohler och Biju 200.  Fejervarya sahyadris ingår i släktet Fejervarya och familjen Dicroglossidae. IUCN kategoriserar arten globalt som starkt hotad. Inga underarter finns listade i Catalogue of Life.